# Santo Domingo
Santo Domingo de Guzmán ist die Hauptstadt der Dominikanischen Republik und mit 1.029.110 Einwohnern in der eigentlichen Stadt (Municipio Santo Domingo de Guzmán; Stand 2022) und 3.172.000 in der Agglomeration (Stand 2018) zugleich die größte Metropole des Landes und die größte Stadt der Westindischen Inseln in der Karibik. Santo Domingo ist die älteste von Europäern errichtete Stadt in der Neuen Welt.
Die Landeshauptstadt wird von den Dominikanern nicht Santo Domingo, sondern La Capitale (die Hauptstadt) genannt und besteht formal aus mehreren unabhängigen Städten. Das Regierungsviertel Distrito Nacional hat ca. 1.029.110 Einwohner, der auf der gegenüberliegenden Seite des Rio Ozama liegende Stadtteil Santo Domingo Este 1.029.117 Einwohner; Santo Domingo Norte hat 674.274 Einwohner, Santo Domingo Oueste 410.578 (Stand 2022).
Nicht zu verwechseln mit der Hauptstadt Santo Domingo ist die Provinz gleichen Namens.

## Geografie
Die Stadt liegt an der Südküste der karibischen Insel Hispaniola an der Mündung des Río Ozama und besitzt den bedeutendsten Hafen der Republik (La Haina).

## Geschichte

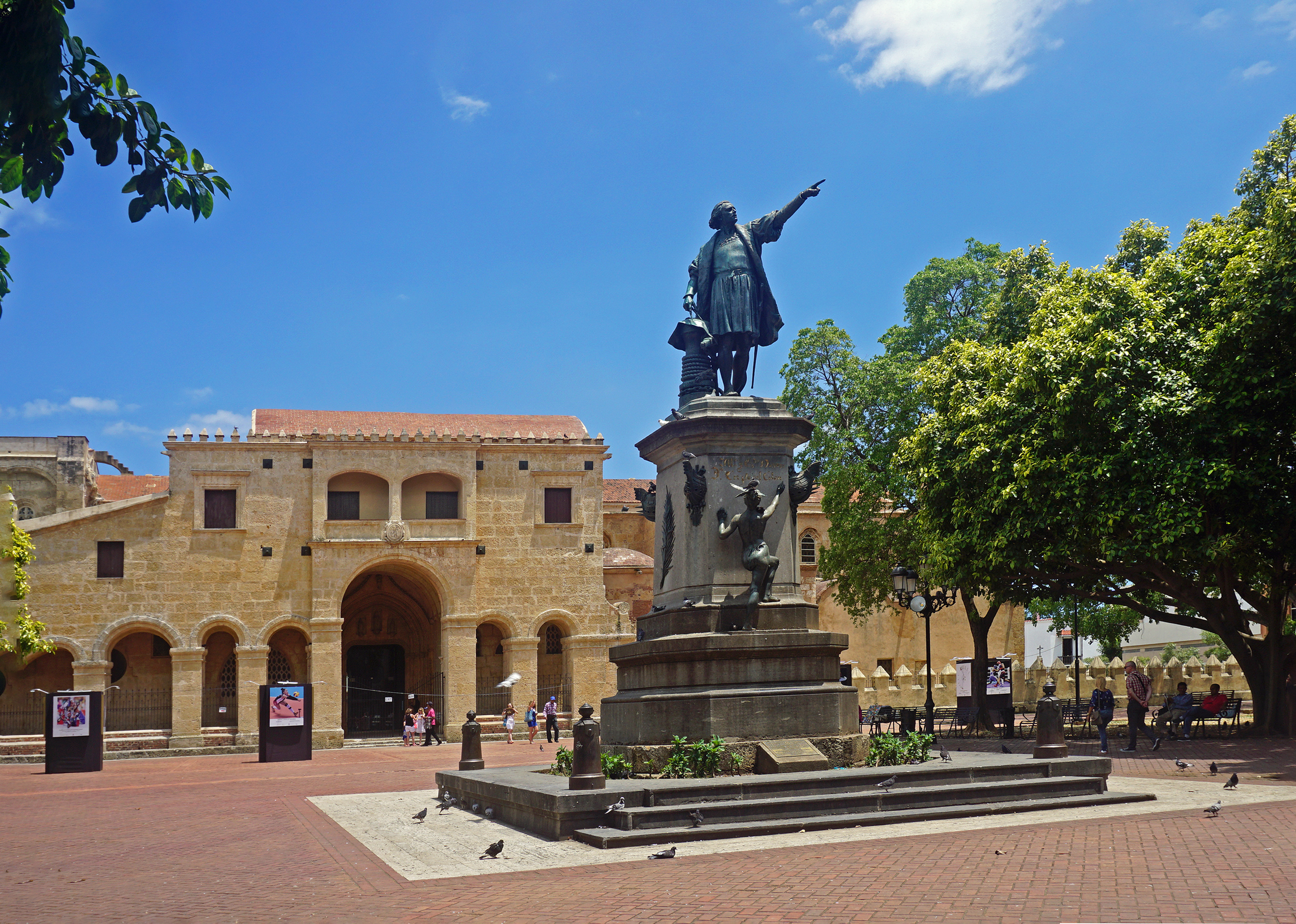
Statue von Kolumbus im Parque Colon

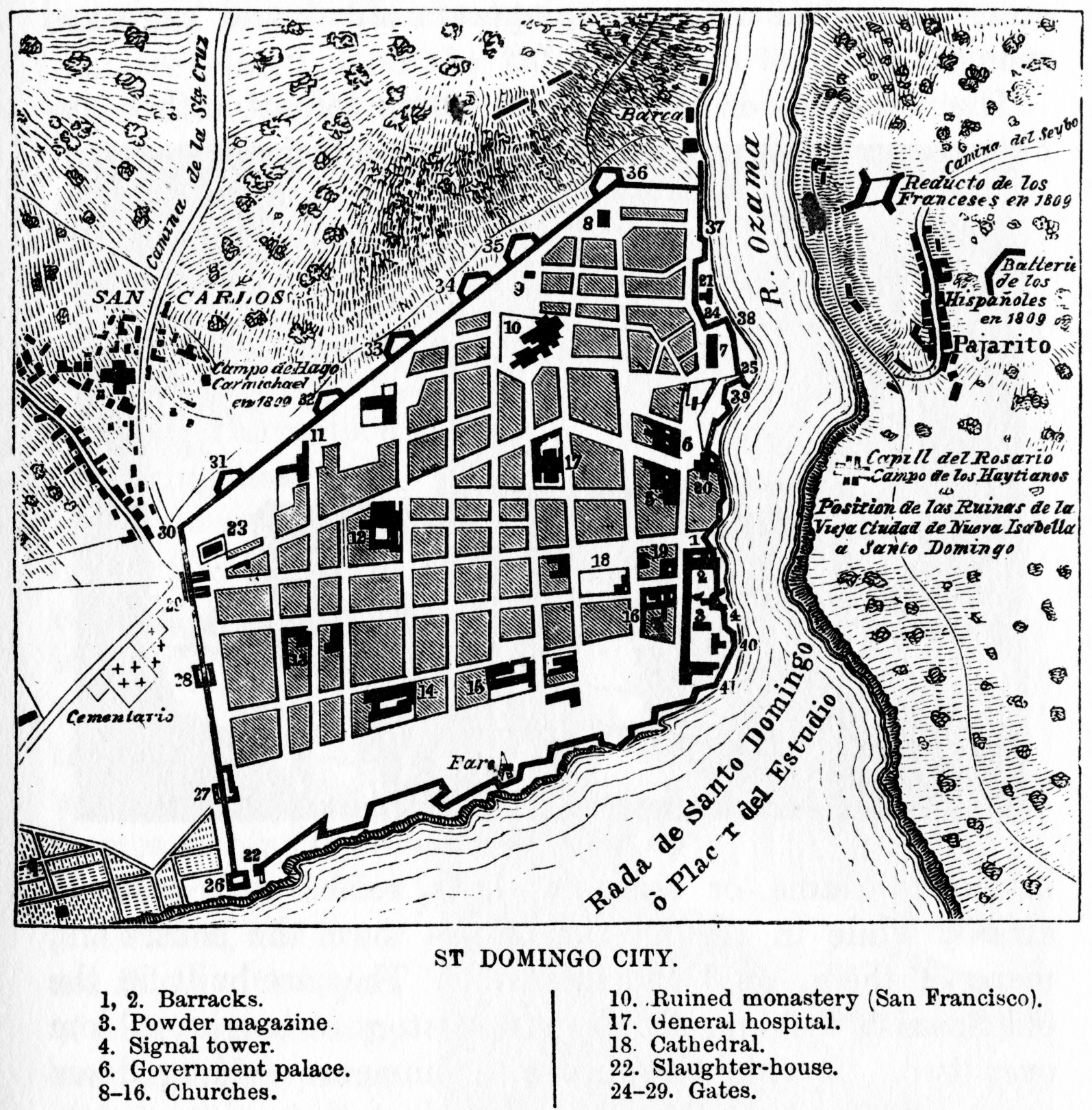
Stadtplan aus dem Jahr 1873

Santo Domingo war seit 1496 von Europäern besiedelt, wurde aber offiziell erst 1498 von Christoph Kolumbus’ Bruder Bartolomeo an der Mündung des Flusses Ozama gegründet und ist somit die älteste von Europäern errichtete Stadt in der Neuen Welt. Sie hieß zunächst La Nueva Isabela.
1502 wurde sie wegen eines Hurricans und einer Ameisenplage vom damaligen Statthalter der Insel, Nicolás de Ovando, am Westufer des Flusses Ozama neu gegründet und erhielt den heutigen Namen. Die neu gegründete Stadt wies erstmals den Grundriss einer Idealstadt auf, wie ihn die Städtebauer der Renaissance forderten. Das Stadtbild mit seinen rechtwinkelig angelegten Straßen und einem zentral gelegenen Platz (Plaza de Armas oder Plaza Mayor) sollten prägend für alle folgenden Neugründungen in ganz Lateinamerika werden. Im spanischen Kolonialreich war Santo Domingo der Sitz des Gouverneurs und der Real Audiencia.
Die Kathedrale von Santo Domingo, Hauptkirche des römisch-katholischen Erzbistums Santo Domingo, ist die älteste Kathedrale Amerikas. Sie wurde von 1521 (Grundsteinlegung) bis 1540 (Weihe) im spätgotischen Stil erbaut. 1546 wurde sie von Papst Paul III. zur ersten erzbischöflichen Kathedrale der Neuen Welt erhoben. Sie barg bis 1992 die Gebeine von Kolumbus, die anlässlich der 500-Jahr-Feier der Entdeckung Amerikas in den neuen Faro a Colón überführt wurden. Die Kathedrale gilt als unvollendet, da die ursprünglich geplanten Glockentürme nicht errichtet wurden. Als Teil der Kolonialstadt von Santo Domingo gehört sie seit 1990 zum Weltkulturerbe der UNESCO.
1538 wurde hier die älteste Universität Amerikas eröffnet. Während der Trujillo-Diktatur hieß Santo Domingo von 1936 bis 1961 Ciudad Trujillo.
Am 8. April 2025 stürzte ein Teil des Dachs der Diskothek Jet Set bei einem Konzert ein, wobei mindestens 184 Personen starben.

## Klima
Die Durchschnittstemperatur am Tag beträgt 30,25 °C, in der Nacht 21,08 °C. Der jährliche Niederschlag 1385 Millimeter und die Durchschnittstemperatur des Wassers beträgt 26,75 °C.
Luftfeuchtigkeit im Sommer: 90 %
|                       | Jan  | Feb  | Mär  | Apr  | Mai   | Jun   | Jul   | Aug   | Sep   | Okt   | Nov  | Dez  |   |         |
| Mittl. Tagesmax. (°C) | 29,2 | 29,2 | 29,6 | 30,2 | 30,4  | 30,8  | 31,3  | 31,5  | 31,4  | 31,1  | 30,6 | 29,6 | ⌀ | 30,4    |
| Mittl. Tagesmin. (°C) | 19,6 | 19,7 | 20,2 | 21,1 | 22,2  | 22,9  | 22,8  | 22,7  | 22,7  | 22,3  | 21,4 | 20,3 | ⌀ | 21,5    |
|                       |      |      |      |      |       |       |       |       |       |       |      |      |   |         |
| Niederschlag (mm)     | 63,0 | 56,8 | 53,8 | 71,9 | 187,7 | 140,1 | 144,6 | 177,4 | 180,9 | 186,8 | 99,8 | 84,3 | Σ | 1.447,1 |
|                       |      |      |      |      |       |       |       |       |       |       |      |      |   |         |
| Sonnenstunden (h/d)   | 7,4  | 8,2  | 8,3  | 8,4  | 7,9   | 7,8   | 7,4   | 7,7   | 7,4   | 6,7   | 7,3  | 6,6  | ⌀ | 7,6     |
|                       |      |      |      |      |       |       |       |       |       |       |      |      |   |         |
| Regentage (d)         | 7,6  | 6,3  | 6,3  | 7,0  | 11,3  | 10,3  | 11,4  | 12,0  | 11,8  | 13,0  | 9,4  | 9,0  | Σ | 115,4   |
|                       |      |      |      |      |       |       |       |       |       |       |      |      |   |         |
| Wassertemperatur (°C) | 27   | 26   | 26   | 27   | 27    | 27    | 28    | 28    | 28    | 28    | 27   | 27   | ⌀ | 27,2    |
|                       |      |      |      |      |       |       |       |       |       |       |      |      |   |         |
| Luftfeuchtigkeit (%)  | 83   | 81   | 79   | 79   | 83    | 84    | 84    | 85    | 85    | 86    | 84   | 83   | ⌀ | 83      |

| 19,6 |

| 19,7 |

| 20,2 |

| 21,1 |

| 22,2 |

| 22,9 |

| 22,8 |

| 22,7 |

| 22,7 |

| 22,3 |

| 21,4 |

| 20,3 |

| 19,6 |

| 19,7 |

| 20,2 |

| 21,1 |

| 22,2 |

| 22,9 |

| 22,8 |

| 22,7 |

| 22,7 |

| 22,3 |

| 21,4 |

| 20,3 |

## Wirtschaft
Sie beheimatet die Wertpapierbörse des Landes, welche als Bolsa de Valores de la República Dominicana bekannt ist.

## Verkehr
Der internationale Flughafen Las Américas befindet sich in der Nähe von Santo Domingo. Seit dem 30. Januar 2009 verfügt die Stadt über eine U-Bahn, die Metro Santo Domingo. Das Netz hat derzeit (2017) zwei Linien und 30 Stationen. 2015 wurde eine Stadtseilbahn, die Teleférico de Santo Domingo, mit 4 Stationen eröffnet.

## Kultur
Die UNESCO erklärte 1990 die historische Altstadt (spanisch Ciudad Colonial) am westlichen Ufer des Río Ozama zum Weltkulturerbe der Menschheit.
Im Jahr 2003 wurden in Santo Domingo die 14. Panamerikanischen Spiele ausgetragen.

## Sehenswürdigkeiten

### Kathedrale von Santo Domingo
Die Hauptkirche des römisch-katholischen Erzbistums Santo Domingo, älteste Kathedrale Amerikas und seit 1990 Weltkulturerbe der UNESCO.

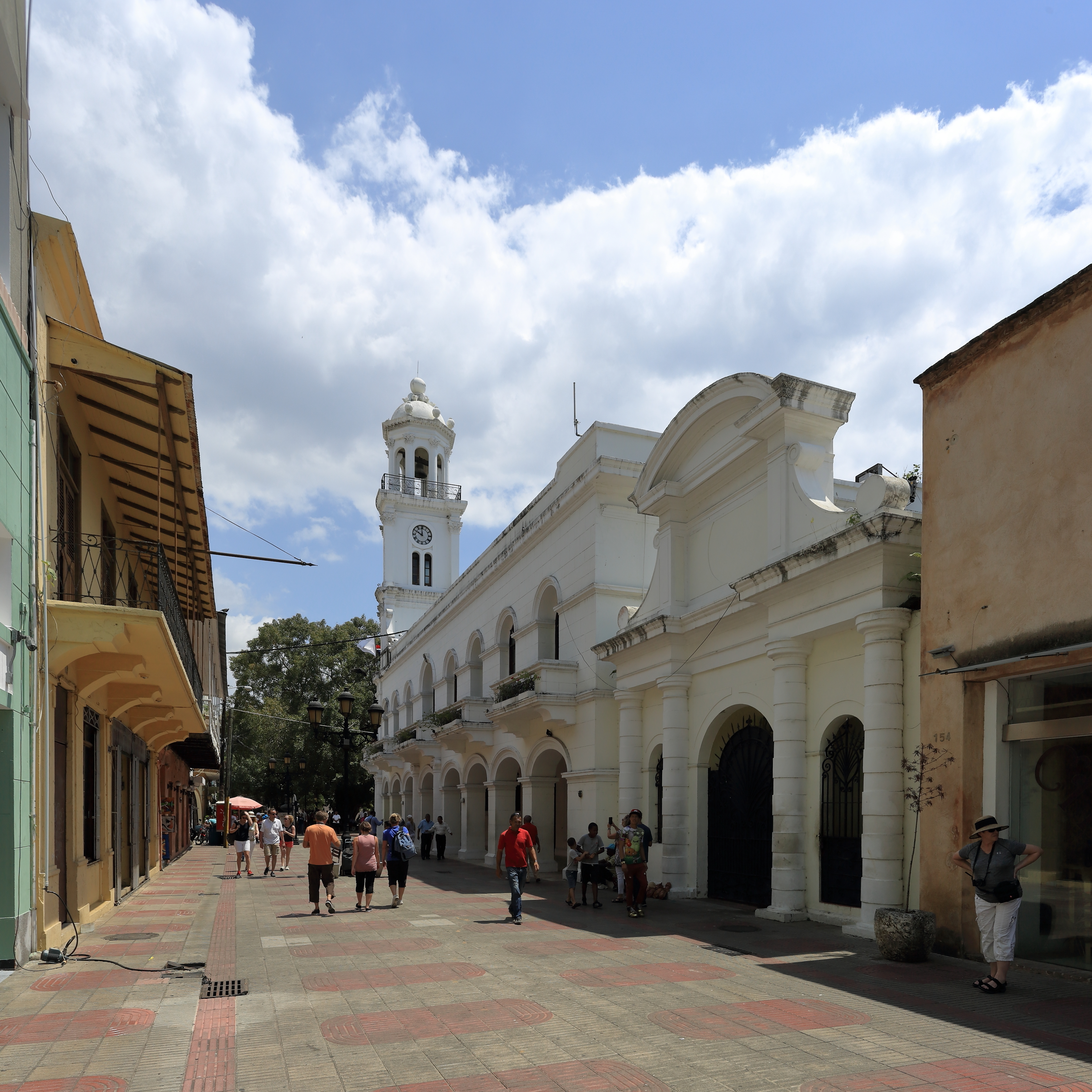
Calle el Conde mit Palacio Consistorial

### Alcázar de Colón
Am Plaza de España mit Blick über den Río Ozama liegt der unter Diego Kolumbus von 1510 bis 1514 erbaute Palast des damaligen Vizekönigs. Hier befand sich der Sitz der spanischen Kolonialregierung in der Neuen Welt für sechs Jahrzehnte. Nach dem Tod von María de Toledo, der Frau von Diego Kolumbus, wurde der Palast nicht mehr bewohnt und zerfiel. Erst in den 1950er-Jahren wurde er restauriert und beherbergt nun das Vizekönigliche Museum.

### Monasterio de San Francisco
Ruinen des ersten Klosters auf dem amerikanischen Kontinent

### Museo de las Casas Reales
Das Museo de las Casas Reales ist der ehemalige Gouverneurspalast, der als Verwaltungssitz der spanischen Kolonialherren auf dem amerikanischen Kontinent errichtet wurde. Heute wird er gelegentlich für Empfänge und Hochzeiten benutzt.

### Fortaleza Ozama
Älteste Festung in Amerika. Diese Burg aus dem 16. Jahrhundert wurde oberhalb des Hafens von Santo Domingo an der Mündung des Flusses Ozama errichtet, um die Hafeneinfahrt gegen Feinde vom Meer aus zu verteidigen.

### Faro a Colón

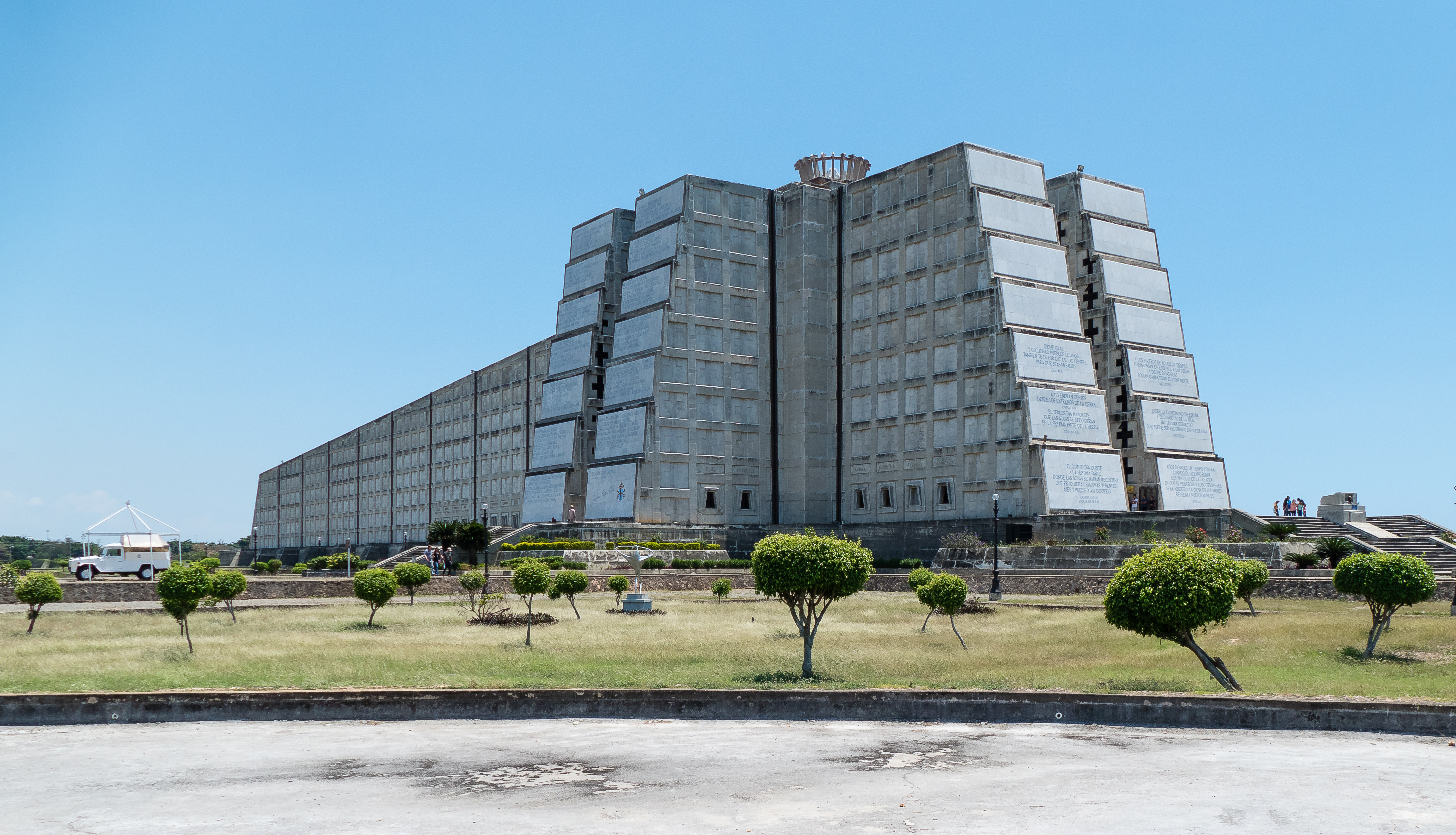
Faro a Colón

Das Faro a Colón ist ein kreuzartiger Monumentalbau aus Beton, ca. 250 m lang von Ost nach West und ca. 65 m in Nord-Süd-Richtung, der 1992 anlässlich der 500. Wiederkehr des Jahres der Entdeckung Amerikas eingeweiht wurde. Es ist eines der meistbesuchten Denkmäler in der Dominikanischen Republik. Beeindruckend ist das Gebäude vor allem nachts, wenn vertikale Lichtsäulen von 157 Strahlern das große Kreuz weithin sichtbar in den Himmel projizieren. Der Bau soll die Gebeine von Christoph Kolumbus beherbergen, dies beansprucht jedoch auch Sevilla in Spanien für sich.

## Bildung
Mit vier Universitäten und einem Technologie-Institut ist die Stadt ein bedeutendes Bildungszentrum:
- Universidad Iberoamericana
- Universidad Apec
- Universidad Autónoma de Santo Domingo
- Universidad Dominicana O&M
- Instituto Tecnológico de Santo Domingo
- Päpstliche Katholische Universität von Santo Domingo
- Universidad Nacional Pedro Henríquez Ureña

## Trivia
„Santo Domingo“ war ein sehr erfolgreicher Schlagertitel von Wanda Jackson in den 1960er Jahren und wurde von mehreren Künstlern gecovert.

## Städtepartnerschaften
- Rosario, Argentinien
- New York City, USA
- Miami, USA
- Madrid, Spanien

## Söhne und Töchter der Stadt
- José Alcántara Almánzar (* 1946), Erzähler, Essayist, Literaturkritiker, Soziologe und Hochschullehrer
- José Dolores Alfonseca (1878–1933), Politiker, Vizepräsident der Dominikanischen Republik
- Juan Bautista Alfonseca (1810–1875), Komponist und Kapellmeister
- Miguel Alfonseca (1942–1994), Lyriker, Erzähler, Dramatiker und Philosoph
- Armando Almánzar Rodríguez (1935–2017), Schriftsteller und Filmkritiker
- Manuel del Cabral (1907–1999), Schriftsteller
- Michel Camilo (* 1954), Pianist und Komponist im Jazz- und Klassikgenre
- Monchy Capricho (* 1969), Sänger
- Nicolás Casimiro (1911–1964), Sänger
- Fausto Cepeda (1939–2022), Opernbariton
- Roberto Cid Subervi (* 1993), Tennisspieler
- José Dolores Cerón (1897–1969), Komponist
- Negrito Chapuseaux (1911–1986), Sänger und Komponist
- Belkis Concepción (* 1961), Sängerin
- Luis Coordes (* 1999), deutsch-dominikanischer Fußballspieler
- José Guillermo Cortines (* 1973), Sänger und Schauspieler
- Miriam Cruz (* 1968), Merengue-Sängerin
- Julito Deschamps (1930–1985), Sänger, Pianist und Gitarrist
- Octavio Dotel (1973–2025), Baseballspieler
- Tony Echavarría (1926–1993), Sänger und Kabarettist
- Techy Fatule (* 1987), Sängerin, Komponistin und Schauspielerin
- Andrés Feliz (* 1997), Basketballspieler
- Leonel Fernández (* 1953), Staatspräsident der Dominikanischen Republik
- Fabio Fiallo (1866–1942), Politiker, Diplomat, Journalist und Schriftsteller
- Billo Frómeta (1915–1988), Musiker und Dirigent
- Andrés García (1941–2023), Schauspieler
- Cecilia García (* 1951), Sängerin, Schauspielerin und Fernsehproduzentin
- Fernando Geraldes (* 1959), Dirigent, Chorleiter, Musikpädagoge und Sänger
- Jacinto Gimbernard (1931–2017), Geiger und Schriftsteller
- Freddy Ginebra (* 1944), Kulturmanager, Schriftsteller und Journalist
- Juan Luis Guerra (* 1957), Sänger, Gitarrist und Komponist
- José Hernández (* 1990), Tennisspieler
- Lupo Hernández Rueda (1930–2017), Lyriker, Essayist, Jurist und Hochschullehrer
- Johanelis Herrera Abreu (* 1995), italienische Sprinterin
- Arístides Incháustegui (1938–2017), Sänger
- José Lacay (1947–2016), Sänger
- José Rafael Lantigua (* 1949), Journalist, Schriftsteller, Literaturkritiker und Politiker
- Ninón de Brouwer Lapeiretta (1907–1989), Komponistin
- Jorge Lendeborg Jr. (* 1996), Schauspieler
- Frank Lendor (* 1939), Opernbassist
- Antonio Lockward Artiles (1943–2021), Schriftsteller
- Guillermina López-Bendito (* 1975), spanische Neurowissenschaftlerin
- Nowend Lorenzo (* 2002), dominikanisch-spanischer Fußballspieler
- Enrique de Marchena y Dujarric (1908–1988), Komponist und Diplomat
- Luisito Martí (1945–2010), Musiker, Schauspieler, Filmproduzent und Fernsehmoderator
- Enrique Mejía Arredondo (1901–1951), Komponist und Dirigent
- Elila Mena (1918–1970), Pianistin und Musikpädagogin
- Luis Emilio Mena (1895–1964), Komponist und Musiker
- Antonio Mesa (1895–1949), Sänger
- André Metz (1891–1968), französischer Offizier und Popularisierer von Physik
- Jeannette Miller (* 1944), Lyrikerin und Erzählerin, Essayistin, Pädagogin und Kunsthistorikerin
- Josefina Miniño (* 1940), Balletttänzerin und Choreographin
- José Antonio Molina (* 1960), Dirigent, Komponist und Pianist
- Félix María del Monte (1819–1899), dominikanischer Rechtsanwalt, Journalist, Dramatiker und Lyriker
- Floralba del Monte (1929–2017), Pianistin und Musikpädagogin
- José Enrique del Monte (1935–2021), Chorleiter
- Heinz Mörschel (* 1997), deutscher Fußballspieler
- Flérida de Nolasco (1891–1976), Musik- und Literaturwissenschaftlerin
- Pavel Núñez, Sänger und Komponist
- Ramón Orlando (* 1960), Merenguemusiker
- David Ortiz (* 1975), Baseballspieler
- José A. Ottenwalder (* 1949), Zoologe und Naturschützer
- Dan-el Padilla Peralta (* 1984), Altphilologe
- Esteban Peña Morell (1894–1938), Komponist
- Chichi Peralta (* 1966), Merenguemusiker, Perkussionist und Komponist
- Eneida Pérez (* 1964), Schachspielerin und Künstlerin
- Carlos Piantini (1927–2010), Geiger und Dirigent
- Cristian Pinales (* 2000), Boxer
- Albert Pujols (* 1980), Baseballspieler der St. Louis Cardinals
- Milly Quezada (* 1955), Merenguesängerin
- Dania Ramírez (* 1979), Schauspielerin
- Manny Ramirez (* 1972), Baseballspieler der Los Angeles Dodgers
- José de Jesús Ravelo (1876–1951), Komponist und Musikpädagoge
- Armando Recio (* 1927), Sänger
- José Reyes (1835–1905), Komponist
- Carolina Rivas (* 1978), Sängerin, Schauspielerin und Theaterproduzentin
- Francisco del Rosario Sánchez (1817–1861), Politiker, einer der Gründungsväter der Dominikanischen Republik
- Raulín Rosendo (* 1957), Salsasänger
- Amaury Sánchez, Musiker, Dirigent, Komponist und Musikpädagoge
- Enriquillo Sánchez Mulet (1947–2004), dominikanischer Schriftsteller, Journalist und Hochschullehrer
- Mariely Sánchez (* 1988), Sprinterin
- Rafael Sánchez Cestero (1912–1999), Sänger
- Raysa Sánchez (* 1988), Sprinterin
- Francis Santana (1929–2014), Sänger
- Norberto Santana (* 1943), Maler
- Yoskar Sarante (1970–2019), Bachatasänger
- Mary Siragusa (1920–2002), Pianistin und Musikpädagogin
- Salvador Sturla (1891–1975), Komponist und Musiker
- Jorge Taveras (1945–2021), Komponist, Arrangeur und Dirigent
- Manuel Tejada (* 1957), Komponist und Arrangeur
- Príamo Pericles Tejeda Rosario (1934–2024), Geistlicher, Bischof von Baní
- Ines Thomas Almeida (* 1976), portugiesische Opernsängerin
- Sergio Tu (* 1997), taiwanischer Radrennfahrer
- Marcio Veloz Maggiolo (1936–2021), dominikanischer Schriftsteller, Archäologe, Anthropologe, Diplomat und Politiker
- Johnny Ventura (1940–2021), Sänger und Politiker
- Chiqui Vicioso (* 1948), Schriftstellerin und Soziologin
- Rafael Villanueva (1947–1995), Dirigent
- Roger Zayas-Bazán, Sänger

## Bilder

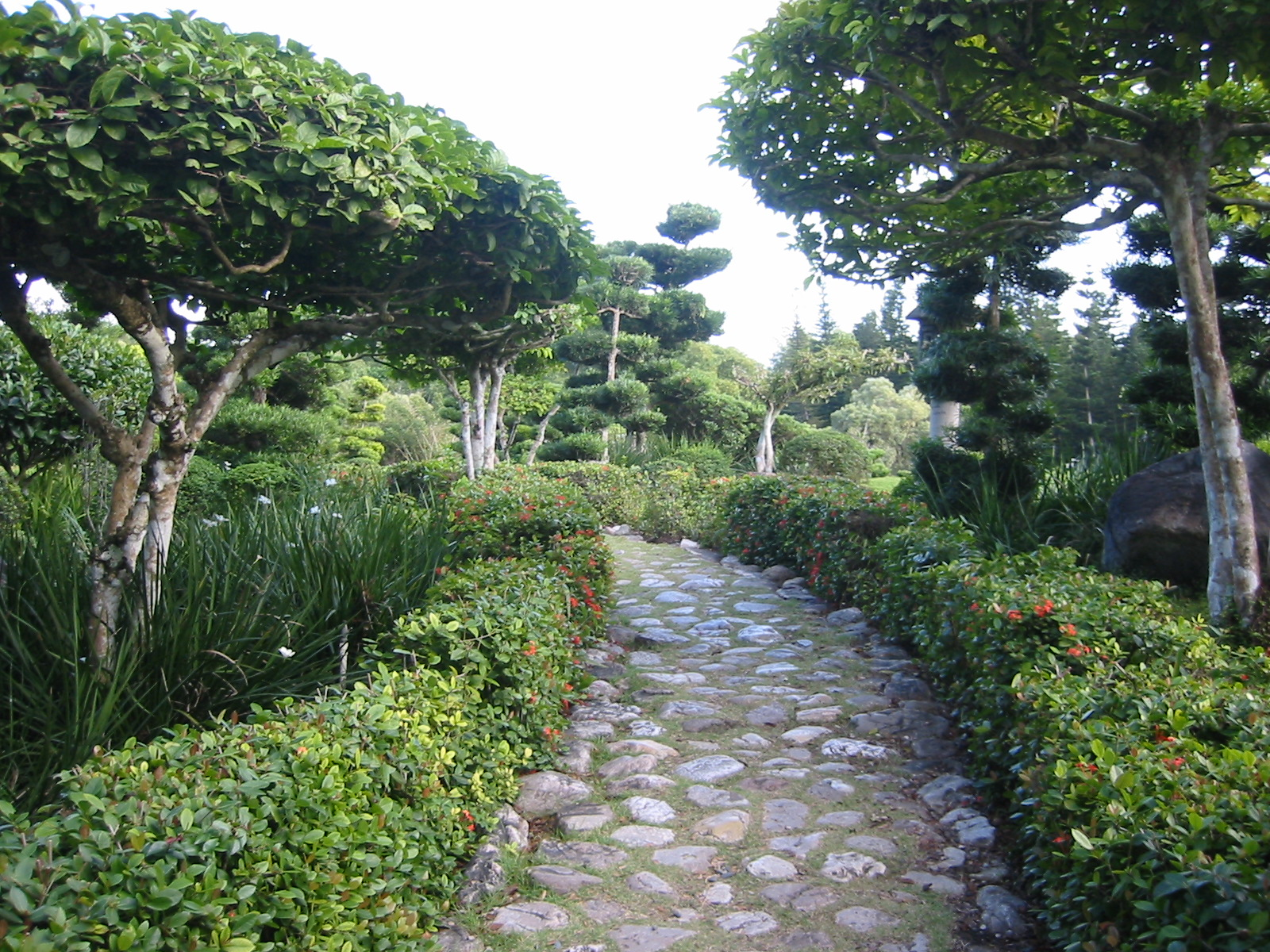
Botanischer Garten von Santo Domingo
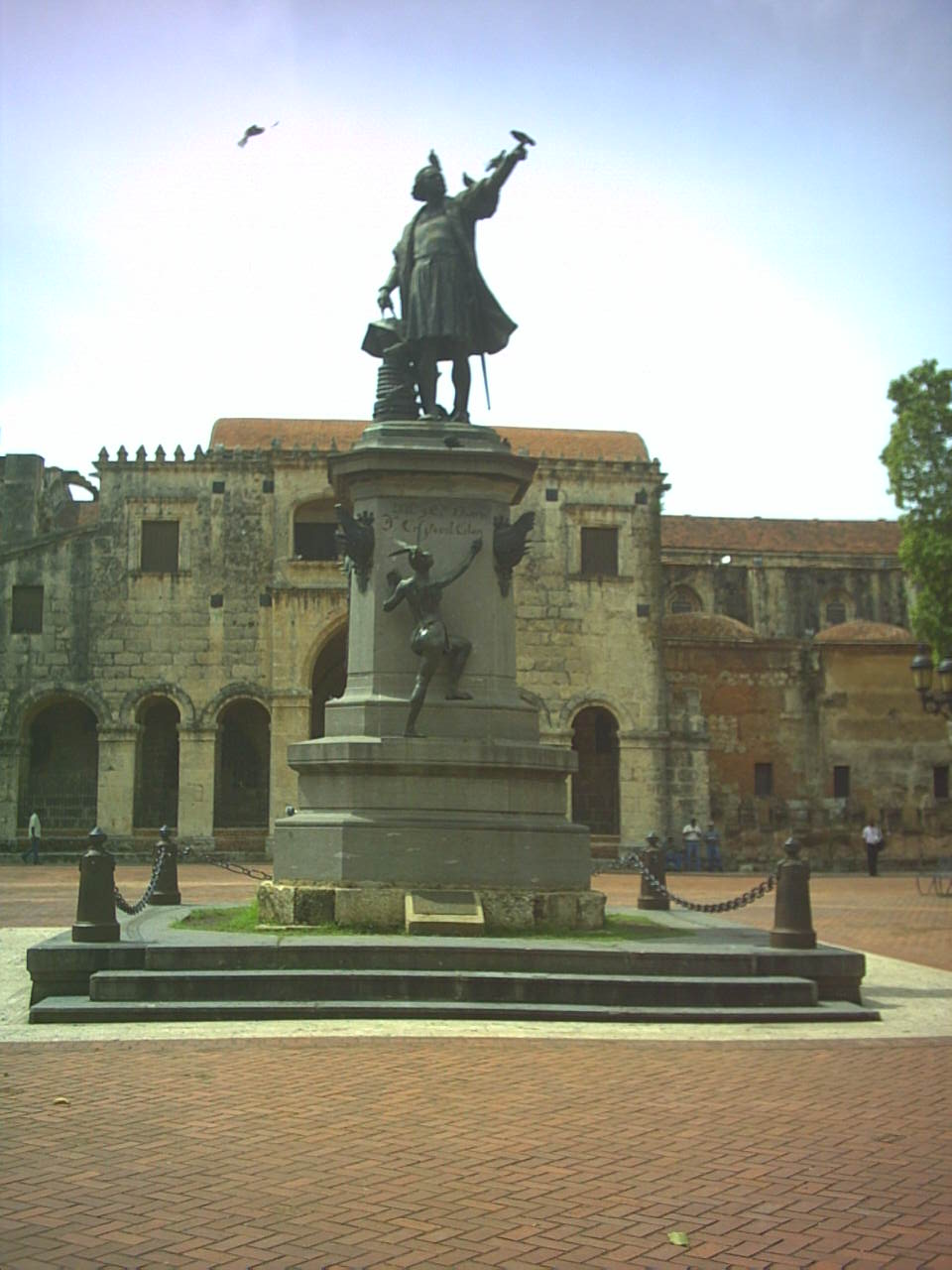
Kolumbus-Denkmal vor der Kathedrale
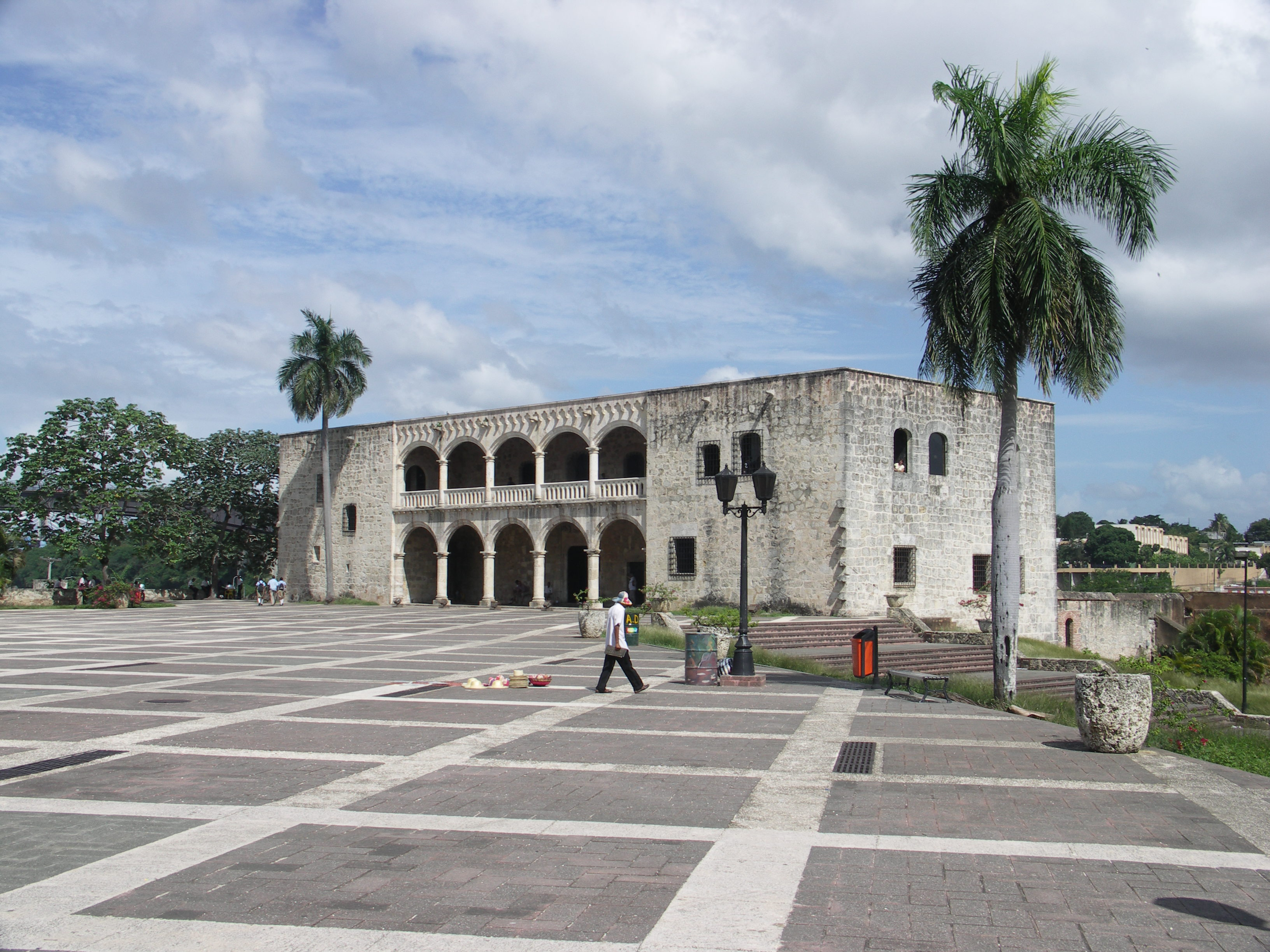
Alcázar de Colón von der Plaza de la Hispanidad aus gesehen (2005)
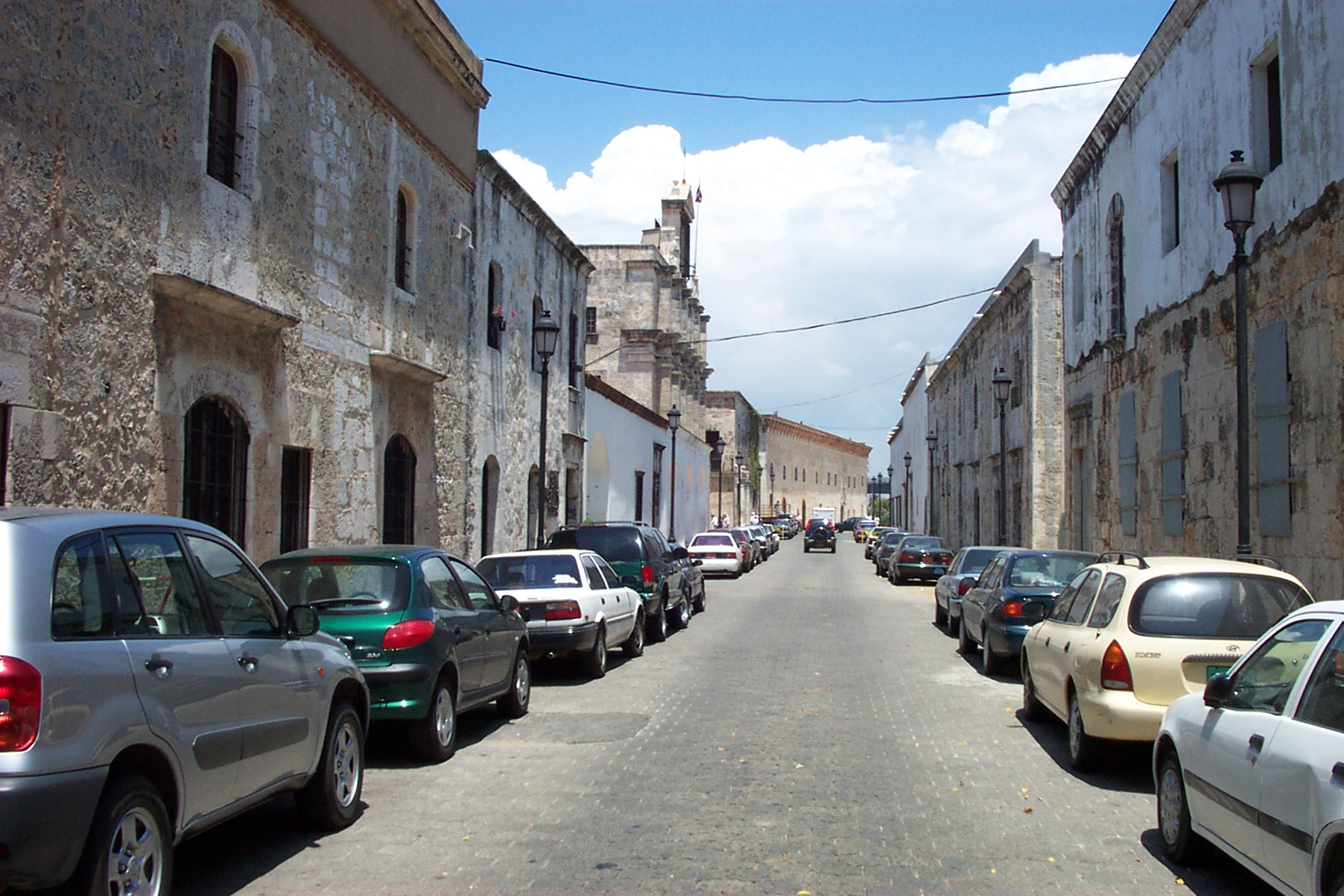
Calle Las Damas (Straße der Damen)
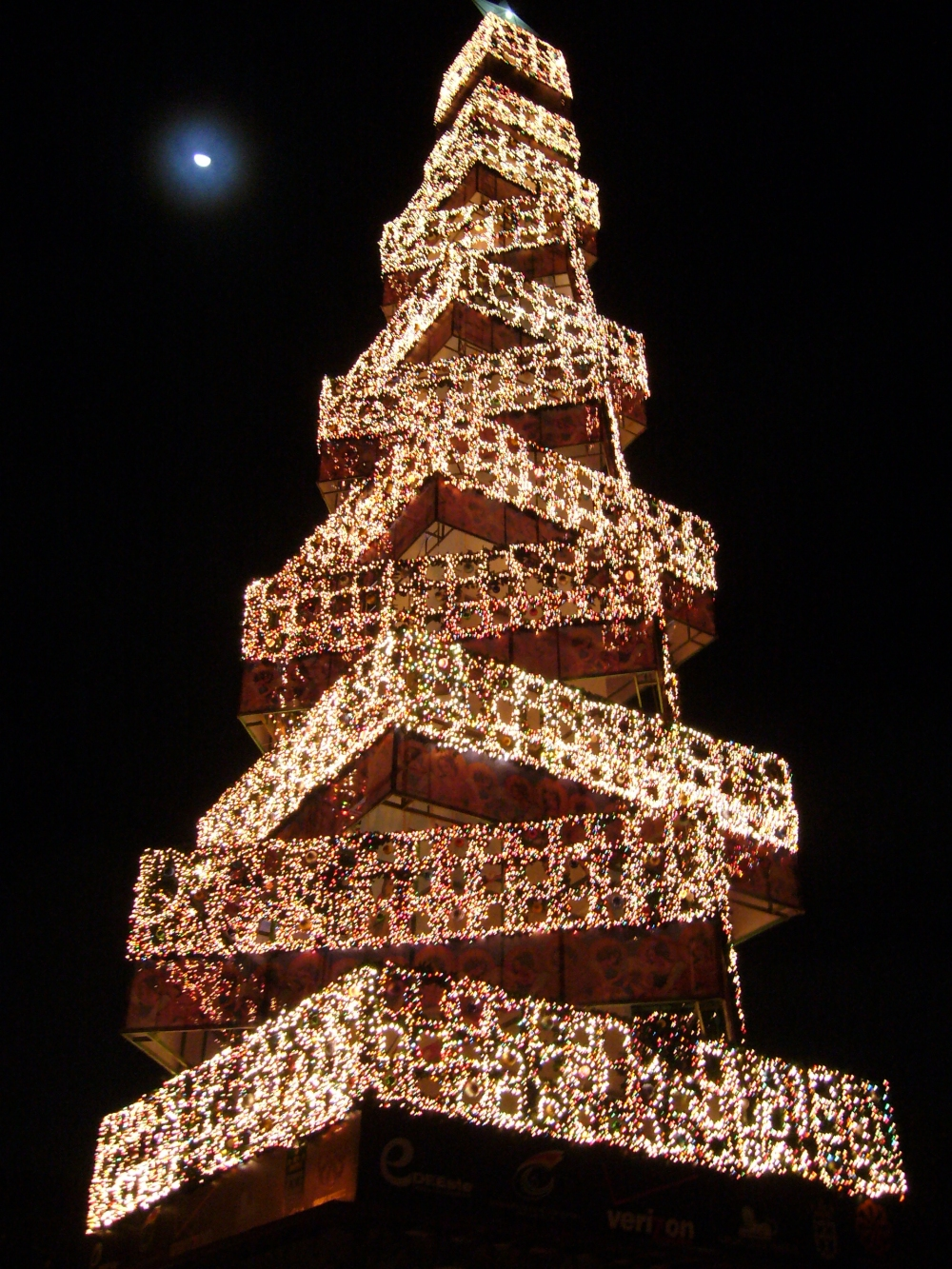
Der Obelisk am Malecón im Weihnachtsschmuck